# 穆捷-萨兰-布里德莱班站
穆捷-萨兰-布里德莱班站是法国的一个铁路车站，位于法国东部萨瓦省的穆捷境内，靠近萨兰莱泰尔姆和布里德莱班两个市镇，并由此得名。
该站平时为一个区域性的铁路通勤车站，冬季则加密班次，并增加高速列车服务，乘客可通过摆渡车前往附近的多个滑雪场。

## 概况
| 穆捷-萨兰-布里德莱班站基本设施 |                   |
| 窗口开放时间                   | （仅季节性开放）  |
| 售票设施                       | TER列车自动售票机 |
| 横穿轨道设施                   | 人行地下通道      |

## 历史
穆捷-萨兰-布里德莱班站位于穆捷境内。车站大致呈东西走向，正门开口朝南，并通过人行天桥与北侧相连。车站前方设有长途汽车上下车停靠点，北侧则设有大型的露天停车场。

## 站台设置
| 北↑ |             |
| A道 |             |
|     | 岛式        |
| B道 |             |
| C道 |             |
|     | 岛式        |
| D道 |             |
| E道 |             |
|     | 侧式 主站房 |
| 南↓ |             |

## 停靠线路
以下列车线路停靠穆捷-萨兰-布里德莱班站：
| 穆捷-萨兰-布里德莱班站列车线路表 |                          |                           |              |                              |
| 线路                             | 车种                     | 上一站                    | 下一站       | 大致运行频率                 |
| 里昂—圣莫里斯堡                  | TERAuvergne- Rhône-Alpes | 阿尔贝维尔                | 艾姆拉普拉涅 | 每天1－2趟（冬季班次将加密） |
| 尚贝里—圣莫里斯堡                | TERAuvergne- Rhône-Alpes | 阿尔贝维尔/布里扬松圣母村 | 艾姆拉普拉涅 | 每天9趟左右                  |
| 巴黎—圣莫里斯堡                  | TGV                      | 阿尔贝维尔                | 艾姆拉普拉涅 | （冬季及节假日开行）         |
| （法国各地）—圣莫里斯堡          | TGV                      | 阿尔贝维尔                | 艾姆拉普拉涅 | （冬季开行）                 |
| 阿姆斯特丹/布鲁塞尔—圣莫里斯堡   | Thalys                   | 阿尔贝维尔                | 艾姆拉普拉涅 | （冬季开行）                 |
| 伦敦—圣莫里斯堡                  | Eurostar                 | 阿尔贝维尔                | 艾姆拉普拉涅 | （冬季开行）                 |
| 1. 2.                            |                          |                           |              |                              |

## 配套交通

### 长途汽车
穆捷-萨兰-布里德莱班站对应的大巴车上下车地点位于车站前方的广场上
| 停靠穆捷-萨兰-布里德莱班站的大巴车 |                                                                        | |
| 上下车地点                         | 运营单位                                                               | 主要目的地 |
| 穆捷-萨兰-布里德莱班站 站前广场    | Flixbus                                                                | （季节性开行） |
| 穆捷-萨兰-布里德莱班站 站前广场    | 萨瓦省城际客运                                                         | - T1 杜西-孔布卢维耶尔滑雪场 - T2 瓦尔莫雷勒滑雪场 - T3 瓦勒托朗滑雪场 - T4 梅里贝尔 - T5 库尔舍韦勒 - T6 瓦努瓦斯地区尚帕尼 · 普拉洛尼昂-拉瓦努瓦斯 |
| 穆捷-萨兰-布里德莱班站 站前广场    | （当某条铁路线施工或罢工时，SNCF可能会提供途径该线路沿途站点的大巴车） | |
| 1. 2. 3.                           |                                                                        | |

### 城市公共交通
穆捷-萨兰-布里德莱班站附近暂无城市公共交通线路。

### 社会车辆
穆捷-萨兰-布里德莱班站正门南侧和后门均设有大型露天停车场，同时穆捷-萨兰-布里德莱班站北侧停车场附近设有出租和汽车租赁服务。

## 临近车站
| 穆捷-萨兰-布里德莱班站（Gare de Moûtiers - Salins - Brides-les-Bains） |                                  |                         |
| 上行车站                                                               | 线路                             | 下行车站                |
| 布里扬松圣母村站 8.1km ←                                               | 圣皮埃尔达尔比尼－圣莫里斯堡铁路 | 艾姆拉普拉涅站 → 14.9km |
| - 本表仅显示运营中的线路及车站                                         |                                  |                         |